# 總膽管囊腫
總膽管囊腫（英語：Choledochal cysts, CCs），又稱膽管囊腫，是一種罕見的先天性疾病，指肝內或肝外膽管出現囊狀擴張。 大約八成病例在兒童時期確診，常出現右上腹腫塊、腹痛和黃疸等症狀。 近年來，由於電腦斷層掃描 和磁力共振成像  等橫斷面影像學技術的普及，成年人確診的個案有所增加。 女性發病率約為男性的四倍。 此外，此病在亞洲人群中較常見，發病率約為1/13,000，而在西方人群中則約為1/150,000。 主要治療目標是透過手術處理，以減低膽管炎和惡性病變（癌症）等併發症的風險。

## 分類
1959年，Alonso-Lej等人首次提出總膽管囊腫的分類系統，根據肝外膽管擴張的性質分為三型。 其後，Todani及其同事在此基礎上，加入了肝內膽管囊腫（卡羅利氏病），形成了目前廣泛使用的Todani分類法，共分為五型：
- 第一型：總肝管或總膽管呈梭狀或囊狀擴張，肝內膽管正常。（此型最常見，尤其在兒童中[15]）
- 第二型：總膽管壁上出現一個局限性的憩室，位於十二指腸上方。
- 第三型：膽管末端在十二指腸內壁的部分呈囊狀擴張，也稱為膽管囊腫 (choledochocele)。
- 第四型：分為IVa（肝內和肝外膽管同時擴張）和IVb（僅肝外膽管多處擴張，肝內膽管正常）。（此型在成人中較常見[15]）
- 第五型：僅肝內膽管擴張，程度不一，也稱為卡羅利氏病 (Caroli Disease)。[10]

## 病理生理學與病因
雖然總膽管囊腫的確切病因尚不完全清楚，但目前主流觀點認為，大多數病例的形成與胰膽管匯合異常（英語：Anomalous Pancreaticobiliary Duct Union, APBDU）有關。
正常情況下，胰管和總膽管在進入十二指腸前會先匯合成一條短的共同通道（長約0.2-1.0厘米），並被奧迪氏括約肌 (Sphincter of Oddi) 包圍。 APBDU是指這個共同通道過長（通常大於10毫米），且匯合點位於括約肌控制範圍之外。這使得胰液容易逆流進入膽道系統，胰液中的酶（特別是胰蛋白酶和磷脂酶A2）會侵蝕膽管壁，引起慢性炎症、壓力增高，最終導致膽管擴張形成囊腫。 支持此理論的證據包括：在總膽管囊腫的囊液中檢測到高濃度的胰酶；高達96%的總膽管囊腫患者被發現有APBDU，而沒有此病的人中只有約2%有此異常。 Komi等人根據胰管和總膽管匯合的角度和形態，將APBDU進一步分為不同類型。
另一種相關異常是胰膽管連接異常（英語：pancreaticobiliary maljunction），指胰管和總膽管在十二指腸壁外匯合，這與第一型和第四型囊腫有關，亦被認為會增加膽道癌風險，即使沒有合併總膽管囊腫。
總膽管囊腫的發生也可能與遺傳因素有關，曾有家族內多人發病的報告。 此外，有研究發現囊腫狹窄部分的神经节细胞數量明顯減少，類似先天性巨結腸症的病理變化，提示神经节细胞遷移異常也可能是發病機制之一。

## 併發症
總膽管囊腫若不處理，可能引發多種併發症。患者可能出現腹痛和黃疸等症狀。一項研究顯示，約84.5%的患者有症狀，15.5%無症狀。成年患者較常出現腹痛，兒童則較常出現黃疸。
其他相關併發症包括：
- 囊腫內結石
- 膽囊炎
- 胰腺炎 ：此併發症尤其常見，發生率可高達70%。[8][6][31][32][33] 這可能與胰膽管解剖異常（如長共同通道）、囊腫內結石形成或膽汁逆流入胰管有關。[6][32][34][33]
- 肝膿瘍 (Liver abscess)：由反覆的膽道阻塞和膽管炎引起。[35][36]
- 肝硬化和 門靜脈高壓：可能由長期的膽汁淤積、肝纖維化、門靜脈血栓或卡羅利氏病引起。[9][6]
- 肝內膽管結石 (Hepatolithiasis)：由於膽汁淤積或囊內結石移位引起，在第四型囊腫患者中較常見。[37]

### 惡性病變
最令人擔憂的併發症是惡性病變（癌變）。報告的癌變發生率約為3-5%，但真實發生率仍不清楚。一項綜合分析顯示，在5780名患者中，癌變發生率為7.5% (434例)。
癌變風險與以下因素相關：
- 年齡增長：風險隨年齡顯著增加，兒童患者的風險雖然存在但相對較低。[12] 這可能與膽道上皮長期暴露於逆流的胰液中有關，尤其是在有APBDU的患者中。
- 囊腫類型：第一型和第四型囊腫的癌變風險較高，第五型較低，而第二型和第三型則極少發生癌變。[19]

最常見的惡性腫瘤是膽管癌和膽囊癌。 病理學上，腺癌最常見，佔73-84%；其他類型包括未分化癌 (anaplastic carcinoma, 10%)、未定型癌 (undifferentiated cancer, 5-7%) 和鱗狀細胞癌 (5%)。

## 影像學診斷
放射學和內視鏡影像是診斷總膽管囊腫的基石。初步檢查通常從超聲波 或電腦斷層掃描  開始。超聲波在兒童中較常用，成年人則較多使用CT。
關鍵影像特徵是膽管與囊狀擴張區域相連。 確定囊腫與膽道系統相通非常重要，這有助於區分總膽管囊腫和肝臟的黏液性囊狀腫瘤 (Mucinous Cystic Neoplasm, MCN)，後者通常不與膽道相通。 同時，膽管擴張不應由可識別的機械性梗阻引起。 使用肝膽對比劑（顯影劑）可能有助於確定囊腫是否與膽道系統連接。
完全勾畫出囊腫的解剖結構對於制定恰當的治療方案至關重要。在超聲波或CT之後，可能需要進行更詳細的膽管造影術，例如：
- 經皮穿肝膽管造影 (Percutaneous Transhepatic Cholangiography, PTC)
- 內視鏡逆行胰膽管造影 (Endoscopic Retrograde Cholangiopancreatography, ERCP)：此檢查兼具診斷和治療功能，例如可以在檢查時放置支架以處理膽管炎等併發症。[16][17]
- 磁力共振胰膽管造影 (Magnetic Resonance Cholangiopancreatography, MRCP)：目前大多數醫學中心傾向於使用MRCP作為首選的影像學檢查方法來描繪囊腫解剖結構，因為它無創，且能清晰顯示囊腫與周圍結構的關係。[16][15][17][42][38][43]

由於治療方法主要取決於囊腫類型，準確的影像學分型和範圍評估至關重要。此外，若計劃進行手術，術前影像需清楚顯示膽管與胰管的關係，因為解剖變異很常見。 同時，在手術前應控制好任何潛在的膽道感染，可能需要使用廣譜抗生素和/或進行內視鏡或經皮引流。

## 治療
歷史上，曾採用囊腫腸道吻合術 (cyst enterostomy) 治療總膽管囊腫，但這種方法術後長期併發症發生率高，如吻合口狹窄、黃疸、膽管炎、需要再次手術，且無法消除膽管癌的風險。 儘管部分切除或囊腫腸道吻合術可以緩解膽道梗阻，但為了根除癌變風險，目前標準的治療方法是進行完整的囊腫切除，尤其是對於癌變風險較高的第一型和第四型囊腫。 治療方案主要根據囊腫的Todani分類來決定。

### 根據囊腫類型治療

#### 第一型 (Type I)
第一型囊腫的標準治療是完整切除囊腫，並進行Roux-en-Y肝管空腸吻合術（英語：Hepaticojejunostomy, HJ）來重建膽道。
如果囊腫延伸至胰頭內，有時可能需要進行胰十二指腸切除術才能完全切除。然而，通常可以小心地將胰頭內的囊腫壁完整剝離出來（"coring out"），避免進行PD。醫生需要權衡殘留囊腫的風險與PD手術本身較高的併發症風險。
膽道重建通常採用標準的HJ。肝管十二指腸吻合術 (英語：Hepaticoduodenostomy, HD) 曾被視為一種選擇，優點是術後可經內視鏡進入膽道，但因十二指腸移動度有限、吻合口張力問題，以及可能有增加胃癌和膽道癌的風險（因膽道持續暴露於胰液中），現已基本棄用。 因此，完整囊腫切除加HJ重建是第一型囊腫的首選治療。
成年患者由於可能經歷反覆膽管炎和慢性炎症，手術切除有時比兒童更具挑戰性。 特別是囊腫後壁可能與門靜脈緊密粘連，使得完整切除非常困難或風險過高。在這種情況下，可以考慮切除囊腫前壁，並電灼 (fulguration) 後壁黏膜。如果粘連過於嚴重或患者有嚴重門靜脈高壓，膽總管囊腫空腸吻合術 (choledochocystojejunostomy) 仍是一種選擇，但效果較差。

#### 第二型 (Type II)
第二型囊腫的處理取決於囊腫頸部的大小。如果頸部較小，可以直接結紮或縫合關閉開口。如果頸部較大，可能需要在切除囊腫後，於T型管上縫合關閉膽管缺損，或者連同相鄰的部分膽管一併切除（英語：en-bloc excision），再進行Roux-en-Y HJ重建。 現有數據未能明確顯示一併切除膽管並重建是否優於單純切除囊腫。

#### 第三型 (Type III)
第三型囊腫，即膽管囊腫，其惡性病變風險非常低。 由於其位於十二指腸內，完整手術切除需要進行PD或經十二指腸切除，技術要求高且併發症風險較大。因此，目前公認的處理方法是採用內視鏡治療，例如內視鏡括約肌切開術 (英語：endoscopic sphincterotomy) 或括約肌成形術 (英語：sphinteroplasty)。
對於膽管囊腫，ERCP通常能比MRCP更清晰地顯示導管解剖結構。 內視鏡方法允許清楚地辨認胰膽管解剖，這對於避免損傷胰管至關重要。 內視鏡治療已被證明效果持久，長期效果良好。

#### 第四型 (Type IV)
第四型囊腫的治療較具挑戰性，因為其肝內和肝外病變的分布情況多樣。
- 如果病變主要影響單側肝臟，首選的治療方法是進行部分肝切除，同時切除肝外病變膽管，並進行Roux-en-Y HJ重建。通常，從肝切除術中獲益最大的患者是那些伴有肝內膽管擴張和狹窄、肝內膽管結石或肝臟實質萎縮的患者，因為這些情況更容易導致膽汁淤積、膿瘍、膽管炎、肝內膽管結石和癌變。[59][60]
- 有趣的是，第四型囊腫患者的癌變似乎更常發生在肝外膽管部分。[59] 因此，切除主要的肝外病變膽管對於降低癌變風險至關重要。[59]
- 部分第四型囊腫患者可能同時合併膽管囊腫的成分，這些患者也可能受益於經十二指腸的括約肌成形術。[61][62][6][63]
- King's College醫院根據肝外膽管擴張的外觀（囊狀或梭狀）對第四型囊腫進行了進一步分類，發現兩者在臨床表現和病理生理上可能存在差異。[64][65][66][67]

#### 第五型 (Type V) - 卡羅利氏病
第五型囊腫，即卡羅利氏病 (Caroli Disease)，其處理尤其複雜。
- 如果病變局限於肝臟的某一部分，部分肝切除是首選的治療方法。
- 對於肝內病變廣泛、無法進行肝切除的患者，可以考慮進行肝臟移植。
- 其他干預措施，如膽道引流手術，通常無法有效預防反覆發作的膽管炎。[12][68]
- 對於雙側肝臟受累的患者，治療重點應放在處理膽管炎和優化肝功能上。[69][70][71][72]
- 雖然曾嘗試過肝外膽道減壓或膽管十二指腸/空腸吻合等內引流術，但由於病變位於處理點的遠端（肝內），這些方法效果往往不佳。[73]

肝切除和肝移植都取得了良好的效果。一項研究報告，肝切除術後5年生存率為97%，肝移植術後為89%。 其他研究也證實了手術治療（包括切除和移植）能有效改善症狀和併發症。

### 微創手術治療
除了傳統的開腹手術，微創手術，包括腹腔鏡和機械臂輔助技術，也已成功應用於總膽管囊腫的治療。這類手術對醫生的微創技術和肝膽外科經驗要求較高，但經驗豐富的外科醫生可以取得良好的技術效果。
微創手術在兒童患者中應用更為普遍。 雖然樣本量通常較小，數據有限，但現有證據表明，微創手術與開腹手術相比，術後併發症發生率沒有顯著差異。 多項研究報告了在成年患者中使用微創方法切除囊腫並重建膽道的良好技術效果和可接受的術後併發症率。 甚至有數據提示，腹腔鏡囊腫切除術不僅安全可行，還可能降低併發症風險，尤其是在兒童患者中。
與腹腔鏡相比，機械臂手術平台可能更有利於進行精密的肝管空腸吻合術重建。 有研究報告即使在一歲以下的嬰兒中，使用機械臂平台也是安全的。 隨著經驗的積累，越來越多的醫學中心開始採用微創技術治療總膽管囊腫。

## 預後
總膽管囊腫的手術通常耐受性良好。早期併發症可能包括吻合口滲漏，晚期可能出現吻合口狹窄，但兩者都不常見。
手術後的總體預後良好，5年生存率達到95.5%。 主要術後併發症的發生率在兒童和成人之間相似，但成人患者的總體術後併發症（如血清腫、傷口感染、肝周膿瘍）發生率可能更高，而兒童則相對較易出現吻合口漏或胃腸道穿孔。 不意外地，如果在切除囊腫時已發現合併惡性腫瘤，患者的預後會顯著變差。